# Fal·làcies (fong)
Les fal·làcies (Phallaceae) són una família de fongs basidiomicots de l'ordre dels fal·lals (Phallales) que produeixen un bolet aromàtic en forma de fal·lus. Tenen una distribució mundial, però són especialment freqüents a les regions tropicals.
La gleba és una massa sòlida d'espores, enganxosa i pudent, generada en una zona tancada dins de l'esporocarp situat a l'extrem d'una tija anomenada receptacle. La massa d'espores fa olor de carronya o fems i atrau mosques, escarabats i altres insectes per ajudar a dispersar les espores. Tot i que hi ha una gran diversitat en la forma de l'estructura del cos fructífer entre els diversos gèneres, totes les espècies de les fal·làcies comencen el seu desenvolupament com a estructures ovals o rodones conegudes com a "ous".

## Descripció
Els cossos fruiters s'originen com una estructura gelatinosa, esfèrica o en forma d’ou que pot estar totalment o parcialment enterrada sota terra. El peridi, la capa exterior de l’ou, és de color blanc o porpra / vermell, amb dues o tres capes. La capa externa és prima, membranosa i elàstica, mentre que la capa interna és més gruixuda, gelatinosa i contínua. A la maduresa, el peridi s'obre i roman com una volva a la base del receptacle.
Els basidis són petits i de forma estreta o fusiforme, de curta durada (evanescents), amb quatre a vuit esterigmes. Les espores solen ser de forma el·lipsoïdal o cilíndrica, hialines o de color marró pàl·lid, llises, de parets més o menys llises i truncades a la base.
La seva manera de reproducció és diferent de la majoria dels bolets, que usen l'aire per a escampar les seves espores. En canvi produeixen una massa enganxosa d'espores amb una olor de carronya o altres coses que atreguin mosques, que es posin en la massa d'espores i s'enganxin a les seves potes i portin aquesta substància a altres llocs.
Aquests fongs són teòricament comestibles en el seu estat de "ou" immadur, però pocs s'atreveixen a consumir uns bolets tan olorosos. No obstant això, després de fregides en oli, tenen gust de peix torrat.

## Taxonomia
La família Phallales inclou 11 gèneres amb quasi 100 espècies, la meitat dins el gènere Phallus:
- Aporophallus
- Aserocybe
- Echinophallus
- Endophallus
- Itajahya
- Mutinus
- Phallus
- Staheliomyces
- Staurophallus
- Stephanophallus
- Xylophallus